# ستيفن فيتزجيرالد
ستيفن فيتزجيرالد (بالإنجليزية: Stephen FitzGerald)‏ هو دبلوماسي أسترالي، ولد في 1938 في هوبارت في أستراليا.